# ウェストゲート (ケニア)
ウェストゲート (Westgate) は、ケニア・ナイロビのウェストランズ郊外に位置する大規模なショッピングモール。

## 概要
5階建てのモールは2007年にオープンし、小売スペースの350,000平方フィート (33,000 m2)を含み、80を超える店を収容している。ナクマットやプラネット・メディア・シネマズがモールに入っている。他の大きな店舗としては、アイデンティティ、ミスター・プライス・ホーム、アートカフェ、バークレイズ銀行が1階に、ミリオネアズ・カジノが2階にある。小さな店舗としては、国際ブランドのアディダス、バータ・シューズ、CFCスタンビック銀行、コンバース、フェデックス、サムスンモバイルがある。
この高級ショッピングセンターは、外国人職員、国外居住者の他、ケニアの新しい消費者にも人気がある。

## 2013年襲撃事件
2013年9月21日、武装組織のアル・シャバブに関連した犯人が、ウェストゲートモールの客に向けて銃を乱射、手投げ弾を爆発させた。報道によれば、少なくとも68人が攻撃により死亡し、200人以上が負傷した。このイスラム教徒らは、多くの客を人質にとり、テロ攻撃の終了までに数日かかった。